# Oostelijke Polders
Oostelijke Polders is een van de vijf ressorten waaruit het Surinaamse district Nickerie bestaat.
In het oosten en zuiden grenst het ressort Oostelijke Polders aan het ressort Groot Henar, In het westen aan Westelijke Polders en Nieuw-Nickerie.

## Bevolking
In 2012 had ressort Oostelijke Polders volgens cijfers van het Centraal Bureau voor Burgerzaken (CBB) 7153 inwoners, een toename vergeleken met 6778 inwoners in 2004. De Hindoestanen vormen met 68% de meerderheid van de bevolking van het ressort, gevolgd door een grote Javaanse minderheid (24%).
Enkele van de grotere dorpen in dit ressort zijn Longmay, Prins Bernhardpolder, Paradise, Bacovendam, Hamptoncourtpolder en
Sawmillkreekpolder.